# Zeuxine nervosa
Zeuxine nervosa là một loài thực vật có hoa trong họ Lan. Loài này được (Wall. ex Lindl.) Benth. ex Trimen miêu tả khoa học đầu tiên năm 1885.